# Auric Goldfinger
Pour les articles homonymes, voir Auric.
Auric Goldfinger est un ennemi de James Bond, méchant principal du roman et du film Goldfinger.

## Histoire
Auric Goldfinger, officieusement banquier du SMERSH, est un industriel milliardaire d'origine balte, obsédé par l'or. Il est considéré comme l'homme le plus riche du Royaume-Uni. Il arrive en Angleterre dans les années 1930 et  s'installe à Reculver (prés de Birchington et de Margate) et y monte une société de bijouterie. En réalité, il s'agit d'une couverture pour opérer un trafic d'or entre l'Inde et l'Angleterre, en passant par la Suisse.
Goldfinger n'aime que l'or et tue ses ennemis également avec de l'or, son homme de main, Oddjob peint les victimes avec une peinture à base d'or. Oddjob lui, exécute ses cibles à l'aide de son chapeau melon.
Il meurt en étant aspiré par le hublot de son jet privé alors qu'il se bat avec James Bond dans le film Goldfinger sorti en 1964.
Ian Fleming s'est inspiré d'un de ses voisins de Hampstead, à Londres, l'architecte hongrois Ernő Goldfinger, dont il détestait le style moderne. Le personnage de Goldfinger est également présent dans le jeu vidéo 007: Nightfire en tant que méchant dans le mode multijoueur.